# Kenisha Bell
Kenisha Bell (Chicago, 25 maggio 1996) è una cestista statunitense, professionista nella WNBA.

## Carriera
È stata selezionata dalle Minnesota Lynx al terzo giro del Draft WNBA 2019 (30ª scelta assoluta).